# NGC 1996
NGC 1996 – grupa gwiazd znajdująca się w gwiazdozbiorze Byka, prawdopodobnie gromada otwarta. Odkrył ją William Herschel 7 grudnia 1785 roku. Znajduje się w odległości ok. 4566 lat świetlnych od Słońca.